# 山形県道23号天童大江線
山形県道23号天童大江線（やまがたけんどう23ごう てんどうおおえせん）は、山形県天童市から西村山郡大江町に至る県道（主要地方道）である。

## 概要
天童市の国道13号を起点とし、天童市街地から寒河江市街地を東西に横断し、大江町左沢（あてらざわ）に至る、総延長17.3キロメートル (km) の県道路線。寒河江と天童を結ぶ動脈で、路線の途中、天童市内で東北中央自動車道 天童インターチェンジ(IC)と、寒河江市内で国道112号および国道287号と接続する。

### 路線データ
- 総延長：17.3 km[1]
- 起点：天童市貫津（国道13号交点）
- 終点：西村山郡大江町左沢（国道458号交点）

## 歴史
- 1993年（平成5年）5月11日 - 建設省から、県道天童大江線が天童大江線として主要地方道に指定される[2]。

## 路線状況
天童市蔵増地区は道幅が狭くなり交通渋滞も発生するなど危険箇所となっていることなどから、平成18年度より同地区の南側を迂回する2車線のバイパス道路（延長2.1 km）の整備が進められ、2017年12月26日に開通した。

### 別名
- 新寒河江街道
- 西部街道
- もみじ通り（天童市老野森付近）

### 重複区間
- 山形県道282号皿沼河北線（寒河江市東新山町 - 本町）
- 山形県道26号寒河江西川線（寒河江市本町 - 六供町）
- 山形県道112号左沢浮島線（大江町左沢地内）

### 道路施設
- 王将橋（天童市、倉津川）
- 老野森跨線橋（天童市、奥羽本線）
- 新蔵増橋（天童市、倉津川）
- 村山橋（天童市 - 寒河江市、最上川）

## 地理

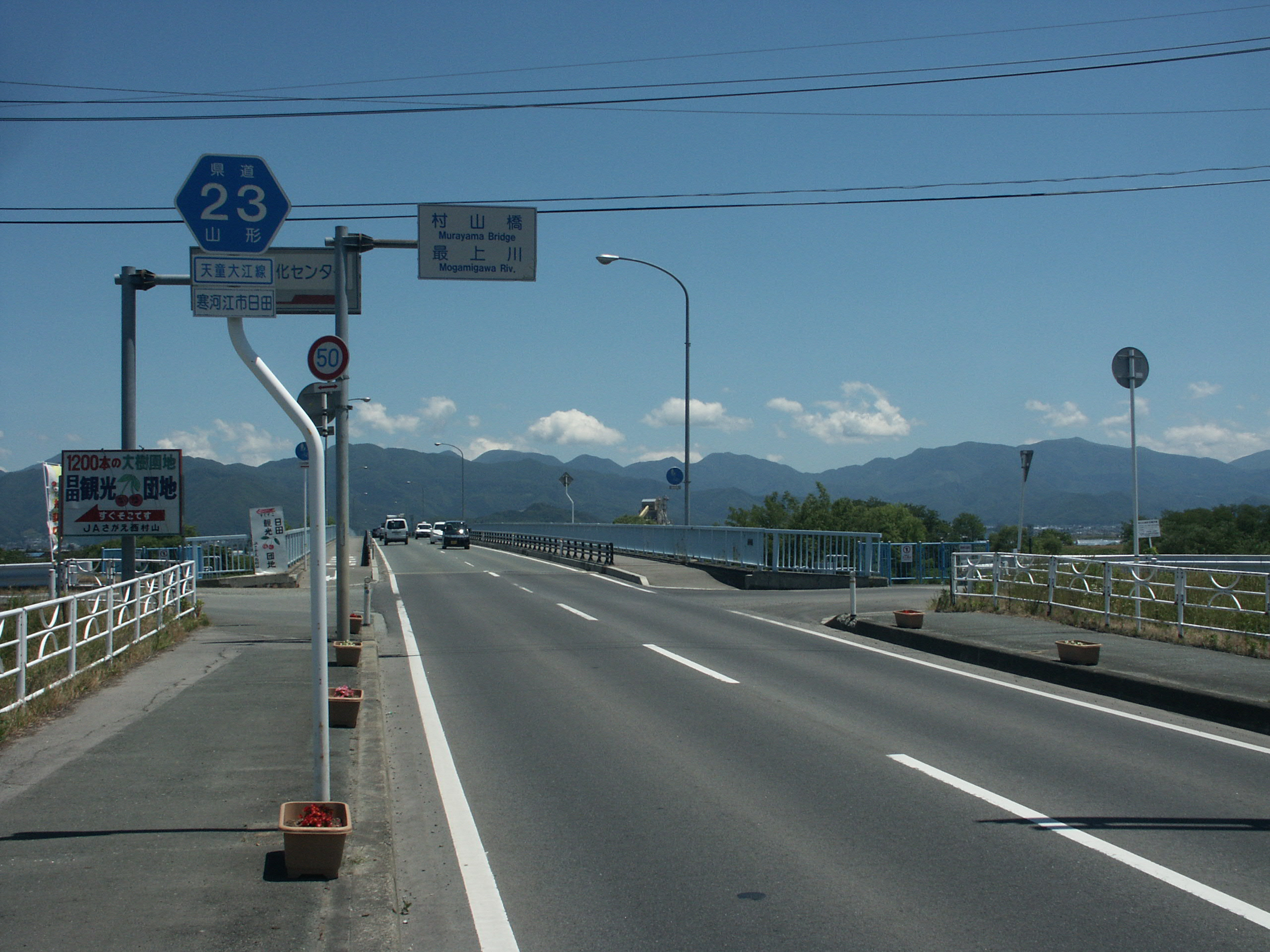
寒河江市日田（村山橋）付近

### 通過する自治体
- 天童市
- 寒河江市
- 西村山郡大江町

### 交差する道路
- 国道13号（天童市貫津）
- 山形県道280号天童停車場若松線（天童市東本町）
- 山形県道22号山形天童線（天童市老野森）
- E13東北中央自動車道・天童IC（天童市小関）
- 山形県道20号山形羽入線（天童市蔵増）
- 山形県道282号皿沼河北線（寒河江市東新山町 - 本町）
- 国道112号 （寒河江市新山）
- 山形県道25号寒河江村山線（寒河江市本町）
- 山形県道26号寒河江西川線（寒河江市本町、六供町）
- 山形県道143号中山三郷寒河江線（寒河江市柴橋）
- 国道287号（寒河江市柴橋）
- 山形県道379号日和田松川線（寒河江市谷沢）
- 山形県道112号左沢浮島線（大江町左沢）
- 国道458号 （大江町左沢）

### 沿線
- 舞鶴山（天童公園）
- 天童市役所
- 天童市スポーツセンター、同野球場
- 寒河江郵便局
- 寒河江温泉
- 西寒河江駅（左沢線）
- 柴橋駅（左沢線）